# Tsar Pouchka
Le Tsar Pouchka (Царь-пушка Carj-puška en russe, littéralement le « roi des canons ») est un canon gigantesque, fondu en 1586 par le maître russe Andreï Tchokhov (en), à la demande du tsar Fédor Ier, fils d'Ivan le Terrible. Il pèse 39 312 kg, a une longueur de 5,34 m, un calibre de 890 mm, et un diamètre externe de 1 200 mm.
Il a été conçu pour tirer de la mitraille pour la défense du Kremlin en temps de guerre. Il n'a toutefois jamais été utilisé et pourrait bien avoir été créé uniquement comme prouesse d'ingénierie militaire.
Le canon est décoré de bas-reliefs, l'un d'entre eux représentant notamment le tsar Fédor Ier à cheval. L'affût original a été construit au XVIe siècle, mais a été détruit par un incendie en 1812.
Le nouvel affût et les boulets en fonte ont été fondus en 1835. Le canon est exposé au Kremlin à Moscou, à côté de la Tsar Kolokol. Il a été restauré en 1980. Le Guinness des records le décrit comme le plus grand obusier jamais construit.
Les boulets exposés n'ont jamais été conçus pour être utilisés : ils sont d'un diamètre supérieur à ce que le canon pourrait tirer. La légende raconte qu'ils ont été fondus à Saint-Pétersbourg, trois centimètres trop gros, comme plaisanterie pour marquer la rivalité avec Moscou.
Initialement, le Tsar Pouchka a été monté sur une terrasse en bois près de Lobnoïe mesto sur la Place Rouge. Au XVIIIe siècle, le canon a été déplacé sur le territoire du Kremlin, d'abord à la cour de l'Arsenal, puis à sa porte principale. À l'époque soviétique, dans les années 1960, à l'occasion de la construction du Palais des congrès du Kremlin, le Tsar Pouchka a été solennellement déplacé sur la place Ivanovskaïa du Kremlin, près de l'Église des Douze Apôtres.

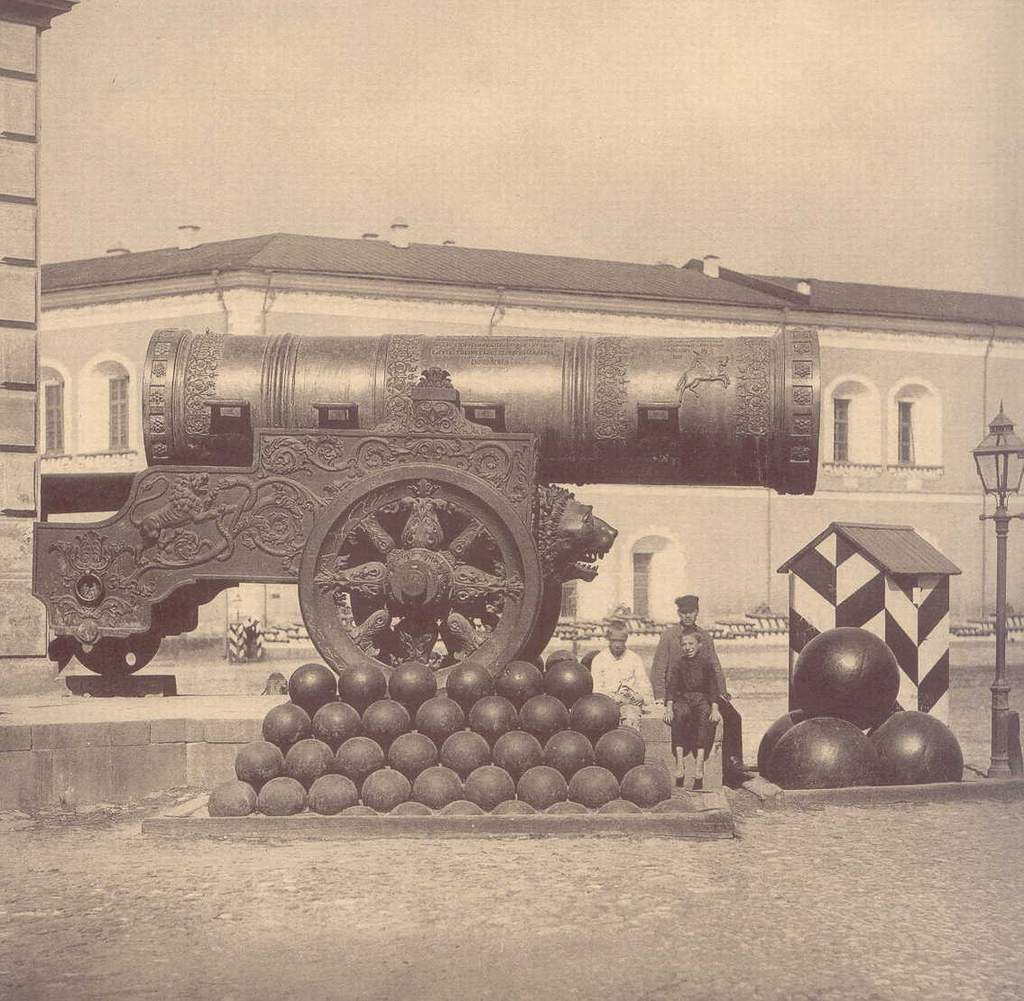
Tsar Pouchka (1883).
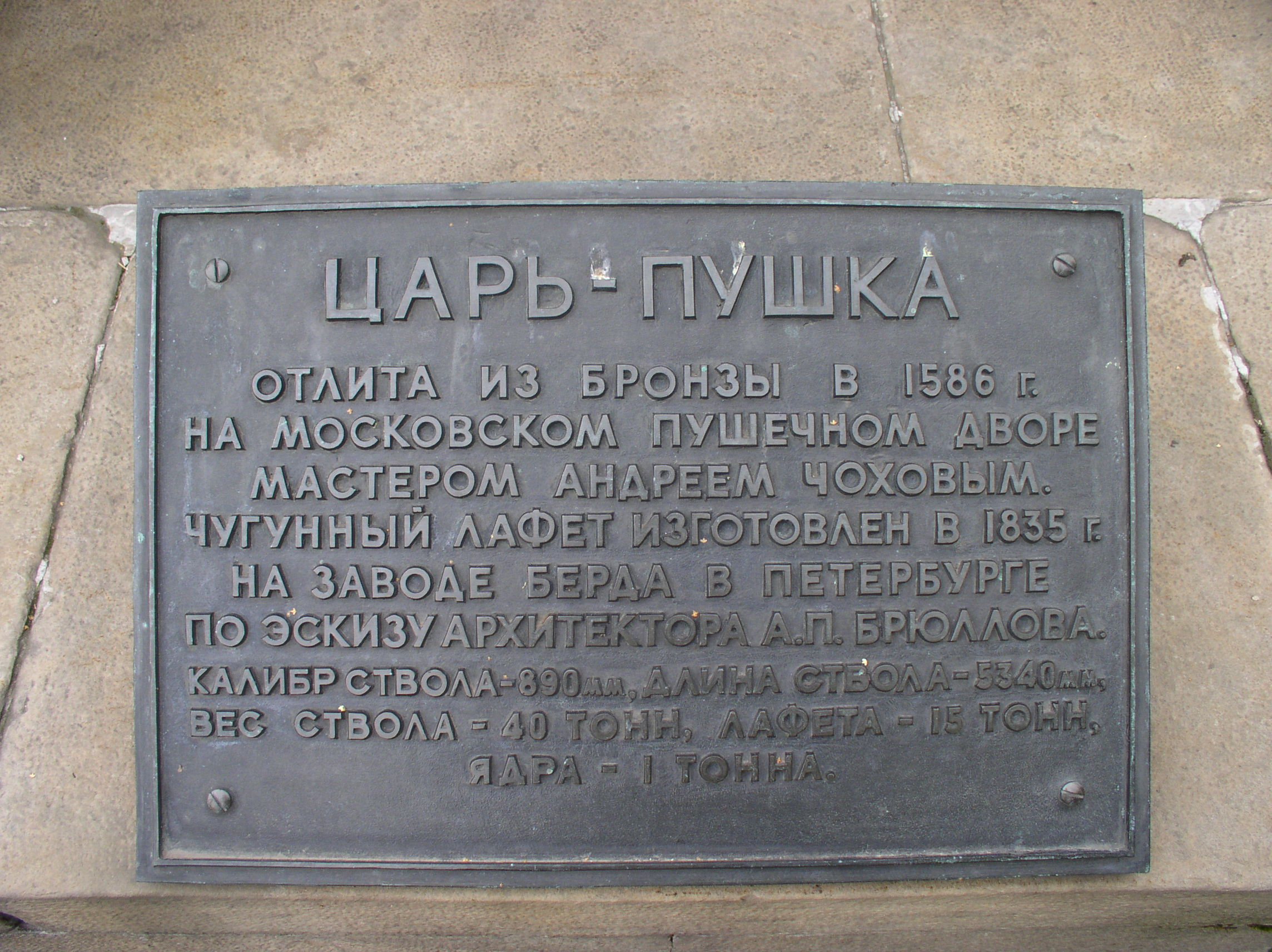
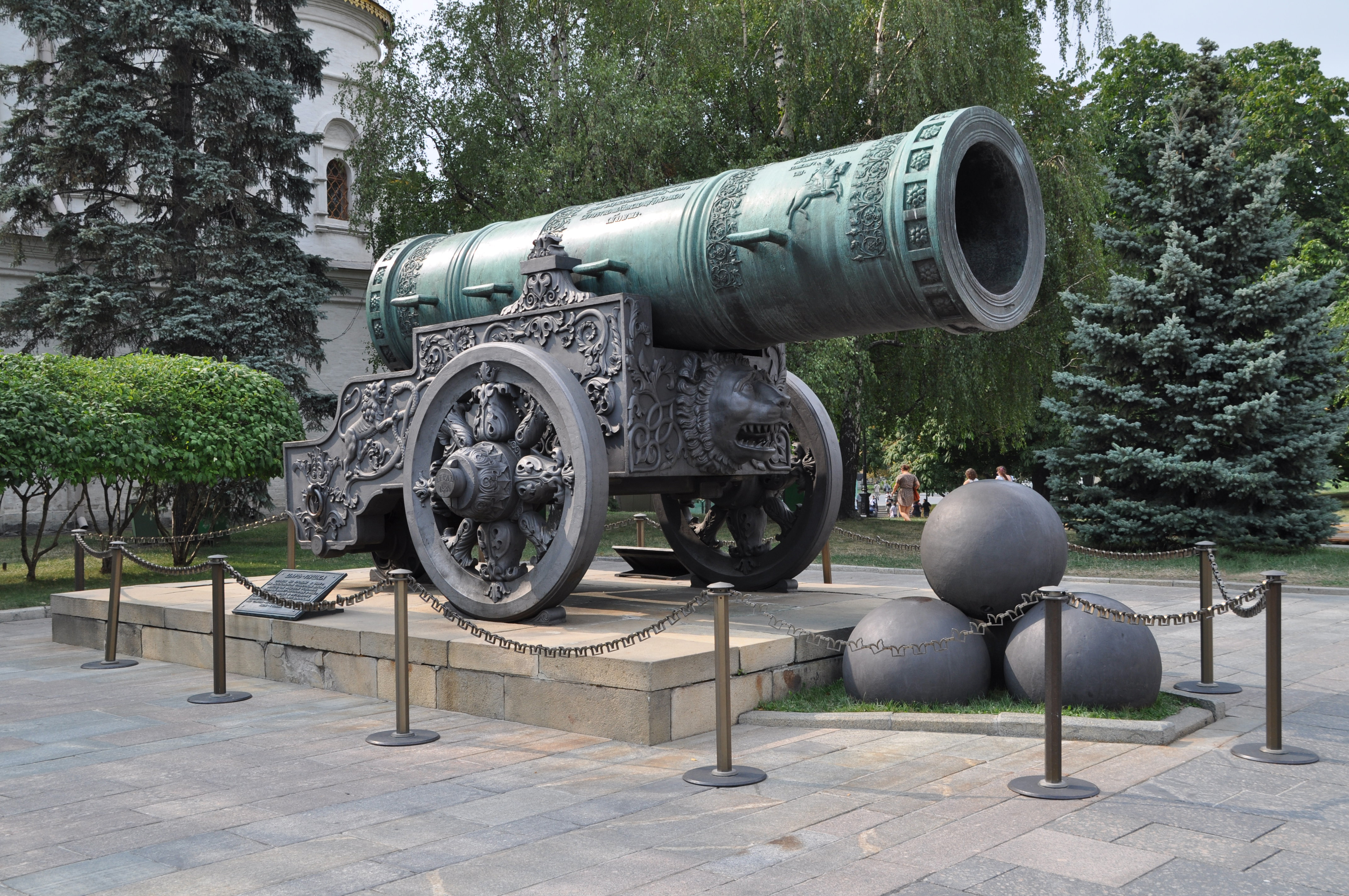
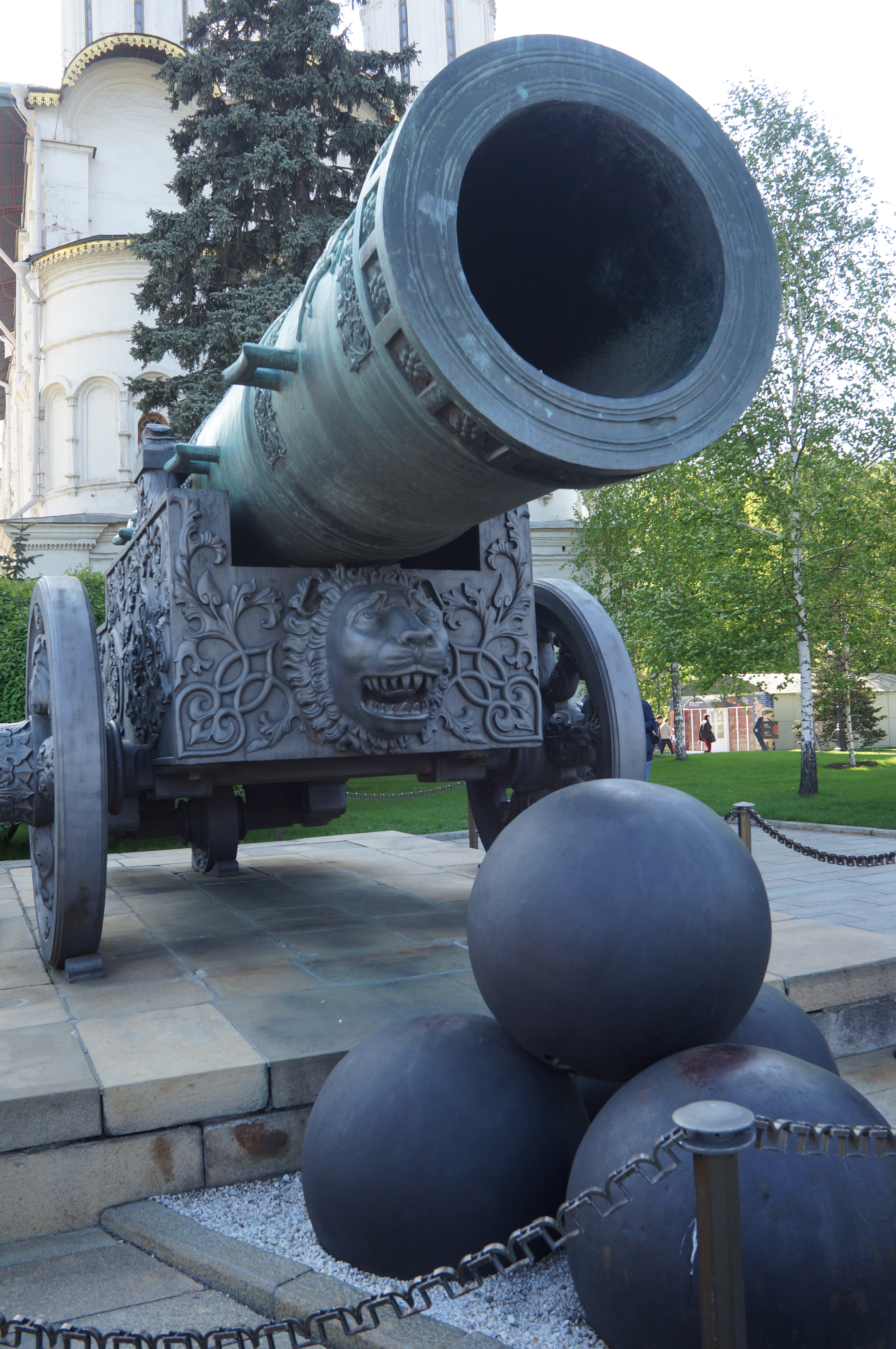

## Sources et références
1. ↑  Mensurations du canon Tsar Pouchka